# Gram-pozitivne bakterije
Gram-pozitivne bakterije su one koje pozitivno reaguju na testiranje Gramovom bojom. Prilikom bojenja bakterije dobijaju kristalno violetnu boju, a zatim, pod mikroskopom izgledaju kao ljubičaste. To je zato što debeli peptidoglikanski sloj u bakterijskim ćelijskom zidu zadržava boja nakon ispiranja ostatka uzorka.
Gram-negativne bakterije ne mogu da zadrže ljubičastu boju nakon postupka dekolorizacije; alkohol se koristi u ovoj fazi za degradiranje spoljne membrane gram-negativnih ćelija, čineći ćelijski zid više poroznim i nesposobnim da zadrži kristale ljubičaste boje. Njihov peptidoglikanski sloj je mnogo tanji, između unutrašnje ćelijske membrane i bakterijske spoljne membrane, a nanoseći kontrast (safranin ili fuksin) pojavljuje se crveno ili ružičasto obojenje. Uprkos tome što imaju deblji peptidoglikanski sloj, gram-pozitivne bakterije su, zbog odsustva spoljne membrane, upotrebljivije za antibiotike nego gram-negativne.

## Osobine
Uop[teno, gram-pozitivne bakterije su obelezene sledećim svojstvima:
1. Citoplazmatska lipidna membrana
2. Tanki peptidoglikanski sloj
3. Teihoične kiseline i lipoidi formiraju lipoteihočne kiseline, koje služe kao helacijski agensi, kao i za određivanje tipova pripajanja.
4. Peptidoglikanski lanci lanci su umreženi da formiraju čvrste ćelijske zidove bakterijskih enzima DD-transpeptidaza.
5. A mnogo manji volumen periplazme nego kod gram-negativnih bakterija.